# Río Rancho
Río Rancho es una ciudad ubicada en el condado de Sandoval en el estado estadounidense de Nuevo México. En el Censo de 2010 tenía una población de 87521 habitantes y una densidad poblacional de 325,95 personas por km².

## Geografía
Río Rancho se encuentra ubicada en las coordenadas 35°17′6″N 106°41′56″O / 35.28500, -106.69889. Según la Oficina del Censo de los Estados Unidos, Río Rancho tiene una superficie total de 268.51 km², de la cual 267.68 km² corresponden a tierra firme y (0.31%) 0.83 km² es agua.

## Demografía
Según el censo de 2010, había 87521 personas residiendo en Río Rancho. La densidad de población era de 325,95 hab./km². De los 87521 habitantes, Río Rancho estaba compuesto por el 76.02% blancos, el 2.89% eran afroamericanos, el 3.23% eran amerindios, el 1.89% eran asiáticos, el 0.17% eran isleños del Pacífico, el 11.12% eran de otras razas y el 4.67% pertenecían a dos o más razas. Del total de la población el 36.74% eran hispanos o latinos de cualquier raza.